# Maximum Action
 (août 2020).
MAXIMUM Action est un futur jeu vidéo de tir à la première personne indépendant créé par le développeur américain George Mandell et édité par New Blood Interactive. À l'origine auto-publié par Mandell sous le nom de Balloon Moose Games, il a été annoncé que New Blood Interactive prendrait le relais en tant qu'éditeur de MAXIMUM Action le 10 juin 2019.

## Système de jeu
MAXIMUM Action est un jeu de tir basé sur la physique qui s'inspire de jeux tels que Max Payne, Superhot et Action Half-Life. Le jeu met fortement l'accent sur les mouvements fluides utilisant des plongées, des glissades et des coups de pied en plus de la course et du saut. Les coups de pied peuvent être utilisés pour éliminer les armes des mains des ennemis, déplacer les tables pour se mettre à l'abri ou pour expulser les ennemis par les fenêtres. Les plongées sont utiles pour l'évasion, en particulier lorsqu'elles sont combinées avec un mécanisme «bullet time» qui ralentit le passage du temps, permettant des attaques de haute précision.
Il existe une variété d'armes, chacune pouvant être utilisée en combinaison avec n'importe quelle autre arme, quelques-unes sont généralement données au joueur au début de chaque scène, le joueur étant censé reconstituer son arsenal avec les armes lâchées par les ennemis.
En plus de la campagne principale, les joueurs peuvent créer leurs propres niveaux avec un éditeur de niveau inclus et les partager à l'aide de l'atelier Steam. Il existe également un mode bac à sable, et un mode sans fin dans lequel le joueur affronte des vagues d'ennemis jusqu'à ce qu'ils soient tués.

## Développement
MAXIMUM Action est apparu pour la première fois en tant que démo sur Steam Greenlight en août 2016, obtenant suffisamment de support pour rejoindre Steam le même mois. Le concept original était un jeu de bac à sable axé sur le mouvement immersif et la manipulation des armes dans des histoires créés par les joueurs. Au début, le jeu a été développé par George Mandel, sortant finalement sur Steam Early Access le 19 septembre 2018.
Début 2019, John Szymanski a rejoint le projet en tant que co-développeur, ce qui a entraîné des mises à jour plus fréquentes du jeu. En juin 2019, l'équipe était officiellement associée à New Blood Interactive sous la direction du directeur créatif David Szymanski.